# اسملترتاون (کلرادو)

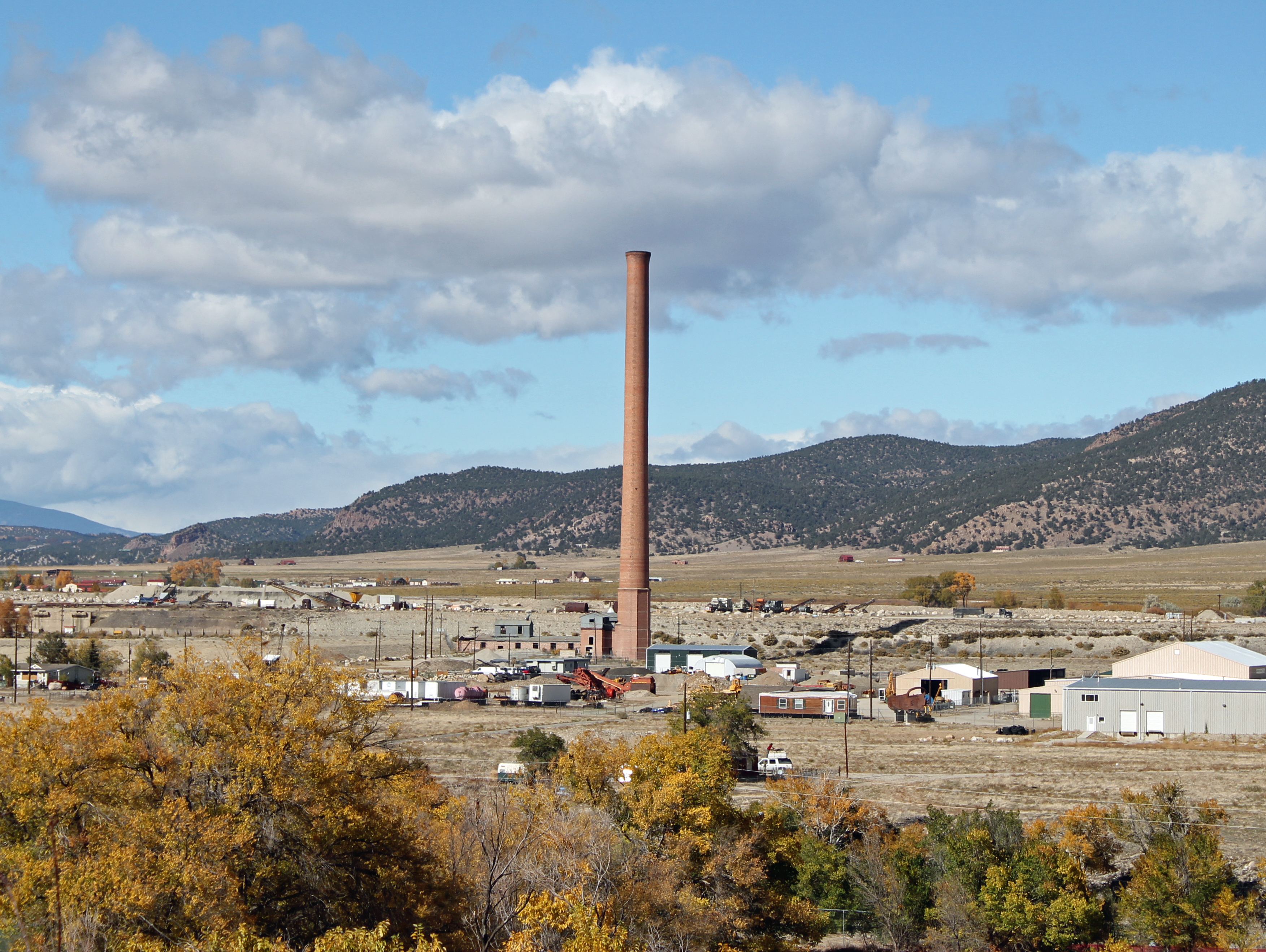
شرکت سابق کلرادو اسملتینگ و پالایشگاه اسموکس تک در اسملترتاون واقع شده‌است

اسملترتاون، کلرادو (انگلیسی: Smeltertown, Colorado) یک مکان تعیین شده برای سرشماری (CDP) در چافی کانتی، کلرادو، ایالات متحده. جمعیت آن در سال ۲۰۱۰ سرشماری ۱۲۰ نفربود.